# Sankt Martin (Alemania)

Sankt Martin es un municipio perteneciente al distrito del Südliche Weinstraße, en Renania-Palatinado, Alemania.

## Cultura y monumentos

### Edificios
El centro urbano es de origen medieval y está, desde 1980, protegido. 
San Martín es el patrón de la iglesia cristiana de la población. En ella, además de una cripta gótica, se encuentran otros tesoros del gótico como la tumba de Hanns von Dalberg († 1531) y de su esposa Catherine von Cronberg.

### Festividades
- Der Martinstag", que se celebra el 11 de noviembre y atrae a numerosos visitantes.

## Religión
Según datos de finales de 2014, alrededor del 67% de los habitantes de la localidad eran católicos, el 16% protestantes, y el resto pertenecía a otras religiones o a ninguna. 